# Halicyclops venezuelaensis
Halicyclops venezuelaensis is een eenoogkreeftjessoort uit de familie van de Halicyclopidae. De wetenschappelijke naam van de soort is voor het eerst geldig gepubliceerd in 1954 door Lindberg.